# Fredrik Östberg
Fredrik Östberg (Sollentuna, 12 febbraio 1979) è un ex fondista svedese.

## Biografia
In Coppa del Mondo esordì il 21 novembre 1999 a Kiruna (41°) e ottenne l'unico podio il 10 marzo 2002 a Falun (2°).
In carriera prese parte a un'edizione dei Campionati mondiali, Oberstdorf 2005 (24° nella sprint).

## Palmarès

### Coppa del Mondo
- Miglior piazzamento in classifica generale: 41º nel 2003
- 1 podio (a squadre[1]):
  - 1 secondo posto

### Marathon Cup
- Miglior piazzamento in classifica generale: 26º nel 2002
- 1 podio:
  - 1 terzo posto